# Émilie Béatrice Epaye
Émilie Béatrice Epaye, née Moundy, en 1956[réf. nécessaire], est une personnalité centrafricaine engagée dans des organisations de dialogue social et humanitaire. Elle s'est particulièrement investie dans la lutte en faveur des droits de l’Homme et la réconciliation nationale en Centrafrique.
Elle fut récompensée en 2015 par le prix international Femme de courage décerné chaque année par le Département d'État américain aux femmes du monde entier qui ont défendu les droits des femmes.
Elle fut également ministre du Commerce et de l'Industrie dans les années 2010 sous le président François Bozizé.

## Biographie
Elle est élue députée de Markounda, dans le nord de la République centrafricaine depuis 2005.